# گوئیدو د آرتزو
|                               |  |  |
| خانه گوئیدو د آرتزو و نشان آن |  |  |

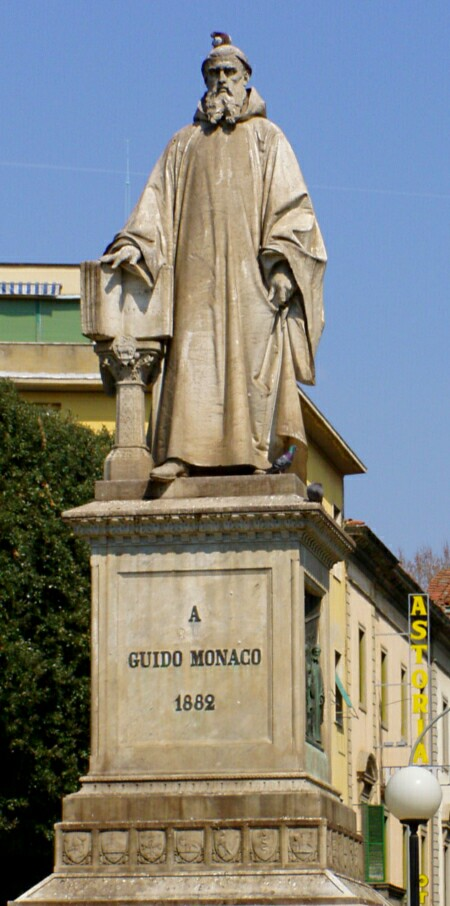
مجسمه گوئیدو در آرتزو

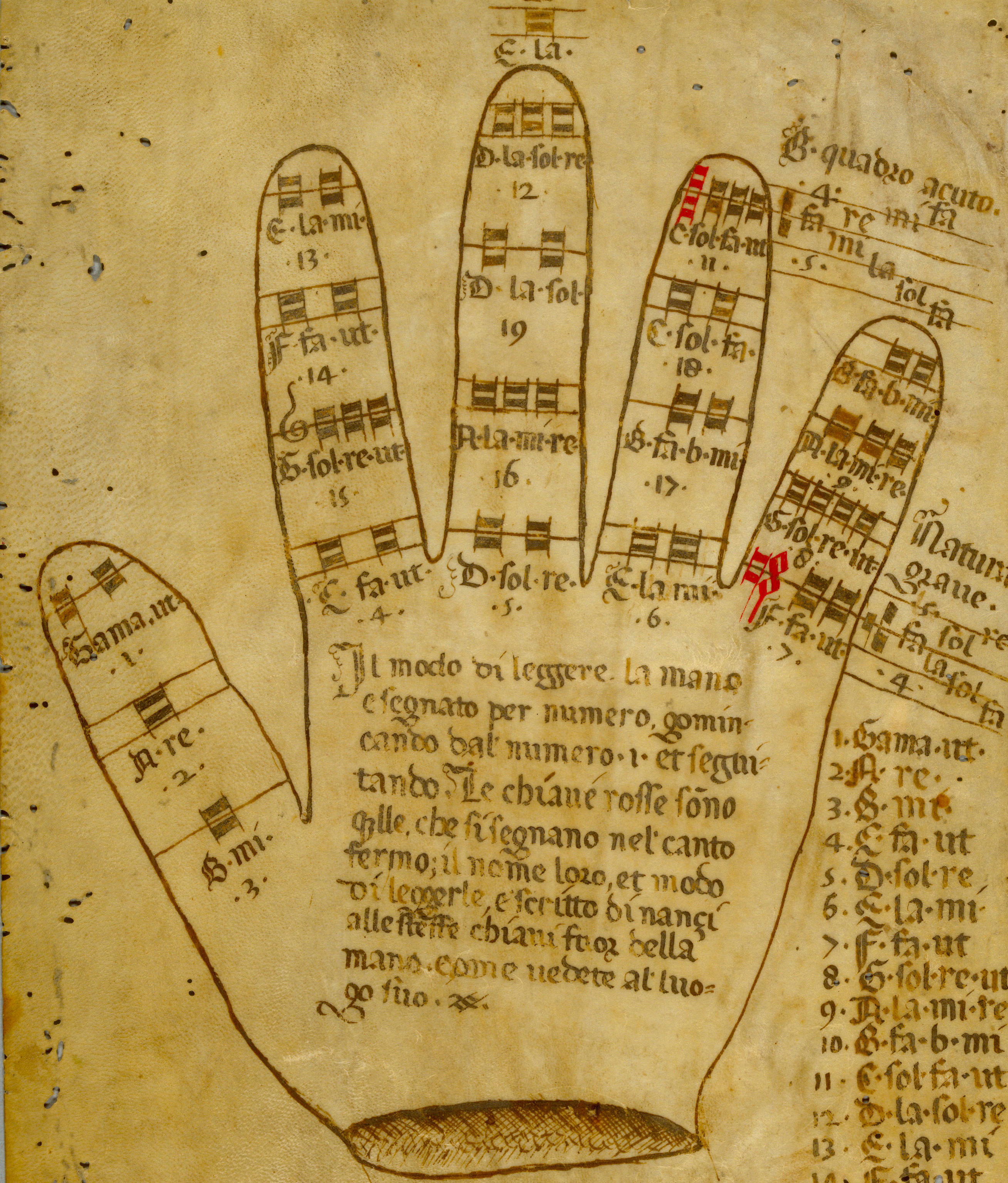
روش دست گوئیدو

گوئیدو د آرتزو (یا گوئیدو آرِتینوس یا گوئیدو موناکو) (از ۹۹۱ یا ۹۹۲ تا بعد از ۱۰۳۳)، نظریه‌پردازی در زمینه موسیقی بود که در قرون وسطی می‌زیست. از او به عنوان نمادگذار نت‌های موسیقی به صورت امروزی (یا نمادگذاری مدرن یا نمادگذاری استف) یاد می‌شود، که جایگزین نمادگذاری «نیومتیک» (نمادگذاری قدیمی) شد. نوشته او، «میکرولوگِس»، دومین مقاله شناخته شده در زمینه موسیقی در قرون وسطی بود (پس از نوشته بوئثیوس).
گوئیدو راهبی از نظام بندیکتی و اهل شهرِ ایالتی آرتزو در ایتالیا بود. تحقیقات اخیر مقاله میکرولوگس او را متعلق به سال ۱۰۲۵ یا ۱۰۲۶ میلادی می‌دانند چرا که او در نامه‌ای بیان کرده که آن را در سی و چهار سالگی نوشته است. تاریخ احتمالی تولد او سال ۹۹۱ یا ۹۹۲ در نظر گرفته می‌شود. او اوایل زندگی حرفه‌ای خود را در صومعه پامپوزا (در ساحل آدریاتیک نزدیک فِرِرارا) گذراند. در آن هنگام، مشقتی که سرود خوان‌ها برای حفظ کردن سرودهای گریگوری داشتند، نظر او را جلب کرد.
او روشی را برای آموزش به سرودخوان‌ها ابداع کرد تا آن‌ها در زمانی کوتاه سرودها را یاد بگیرند. این روش خیلی زود در شمال ایتالیا زبانزد شد. هر چند این کار دشمنی و حسادت راهبان دیگر در صومعه را برانگیخت و او وادار شد تا به آرتزو برگردد، و در شهری زندگی کند که هیچ صومعه‌ای نداشت، اما گروهی بزرگ از آوازخوان‌های کلیسائی در آن شهر بودند که مربی آنها، اسقف تدالد، از گوئیدو برای رهبری آوازخوان‌ها دعوت بعمل آورد.
هنگامی که در آرتزو بود، روش‌های آموزش خود را توسعه داد، از جمله نمادگذاری استف و استفاده از «اوت - رِ- می – فا – سو - لا» (دو – رِ – می – فا – سو - لا) برای نت خوانی (و حفظ کردن نت‌ها). بخش‌های «اوت - رِ- می – فا – سو - لا» از شش بیت اول سرود «اوت کوئینت لاگزیس» گرفته شده‌است.
گوئیدو با ابداع «روش دستِ گوئیدو» اعتبار پیدا کرد، یک روش حفظی که بسیار مفید واقع شد. در این روش بندهای انگشتان، متناظر با نت‌های موسیقی در نظر گرفته می‌شوند (البته این روش را به‌طور کامل نمی‌توان به او نسبت داد چون تنها توضیحی ابتدایی دربارهٔ این روش از گوئیدو موجود است که نمی‌تواند سیستم هگزاکوردهای طبیعی، سخت و نرم را به‌طور کامل شرح دهد).

«میکرولوگِس» در زمانی نوشته شد که گوئیدو با گروه سرود کلیسائی آرتزو همکاری می‌کرد و به «تدالد» اهدا شد (که شامل روش‌های آموزشی بود که گوئیدو در آن زمان توسعه داد). خیلی زود «میکرولوگِس» توجه جان پاپ نوزدهم را به خود جلب کرد، او گوئیدو را به رم دعوت کرد و گوئیدو (به احتمال زیاد در سال ۱۰۲۸) به آنجا رفت اما بعلت بدن ناتوانش پس از مدت کمی به آرتزو بازگشت. در آن هنگام بود که او نامه‌ای به مایکل پامپوزا نوشت و در آن از روش حفظی «اوت – ر – می – فا - سو- لا» گفت. بعد از این زمان تنها اطلاعات اندکی از گوئیدو موجود است.
سیستم نمادگذاری کامپیوتری موسیقی گوئیدو و مسابقات بین‌المللی سرودهای چند صدائی گوئیدو با احترام به گوئیدو نامگذاری شده‌اند.